# Juan Manuel Blanes

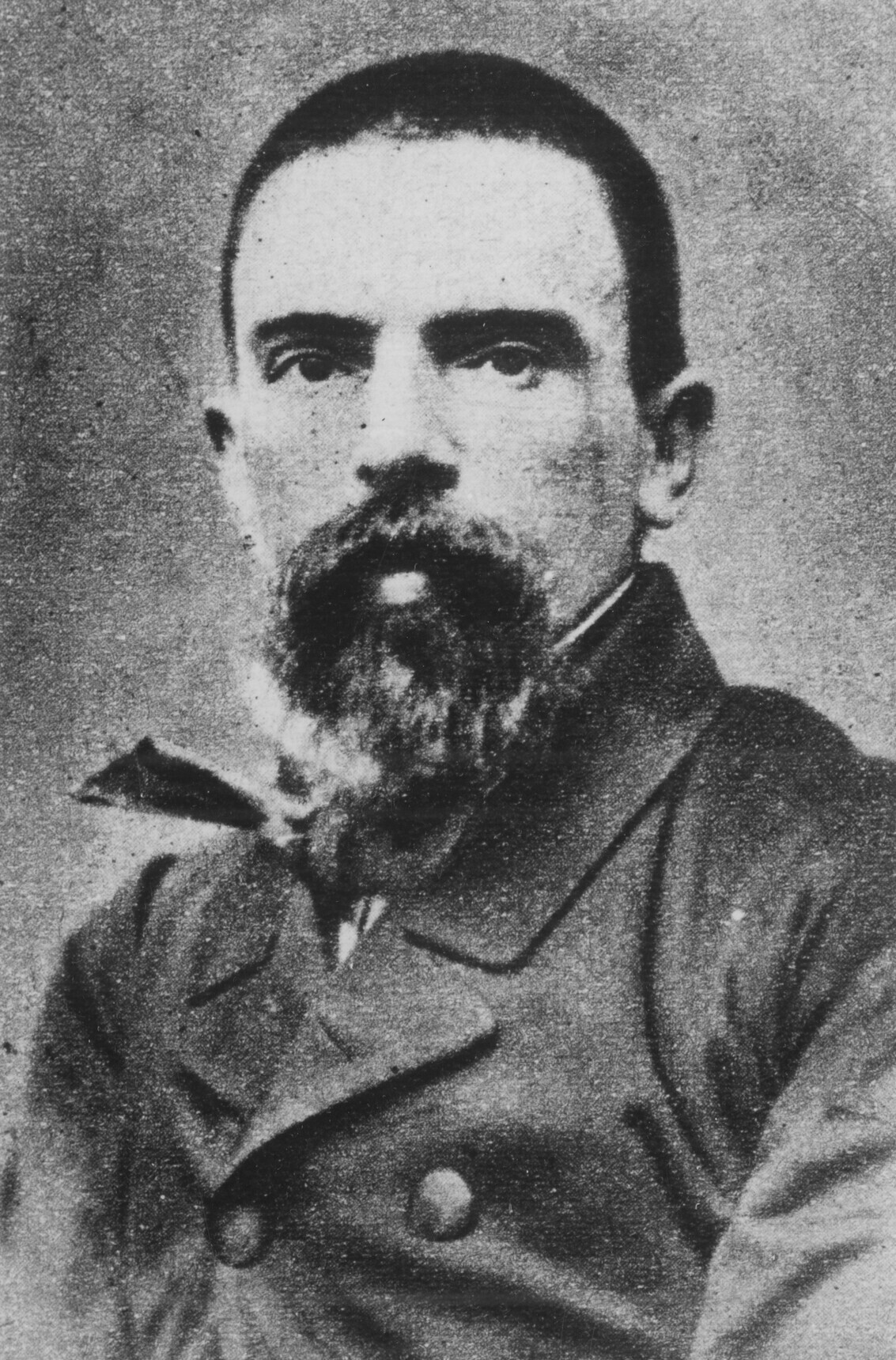
Juan Manuel Blanes (1872)

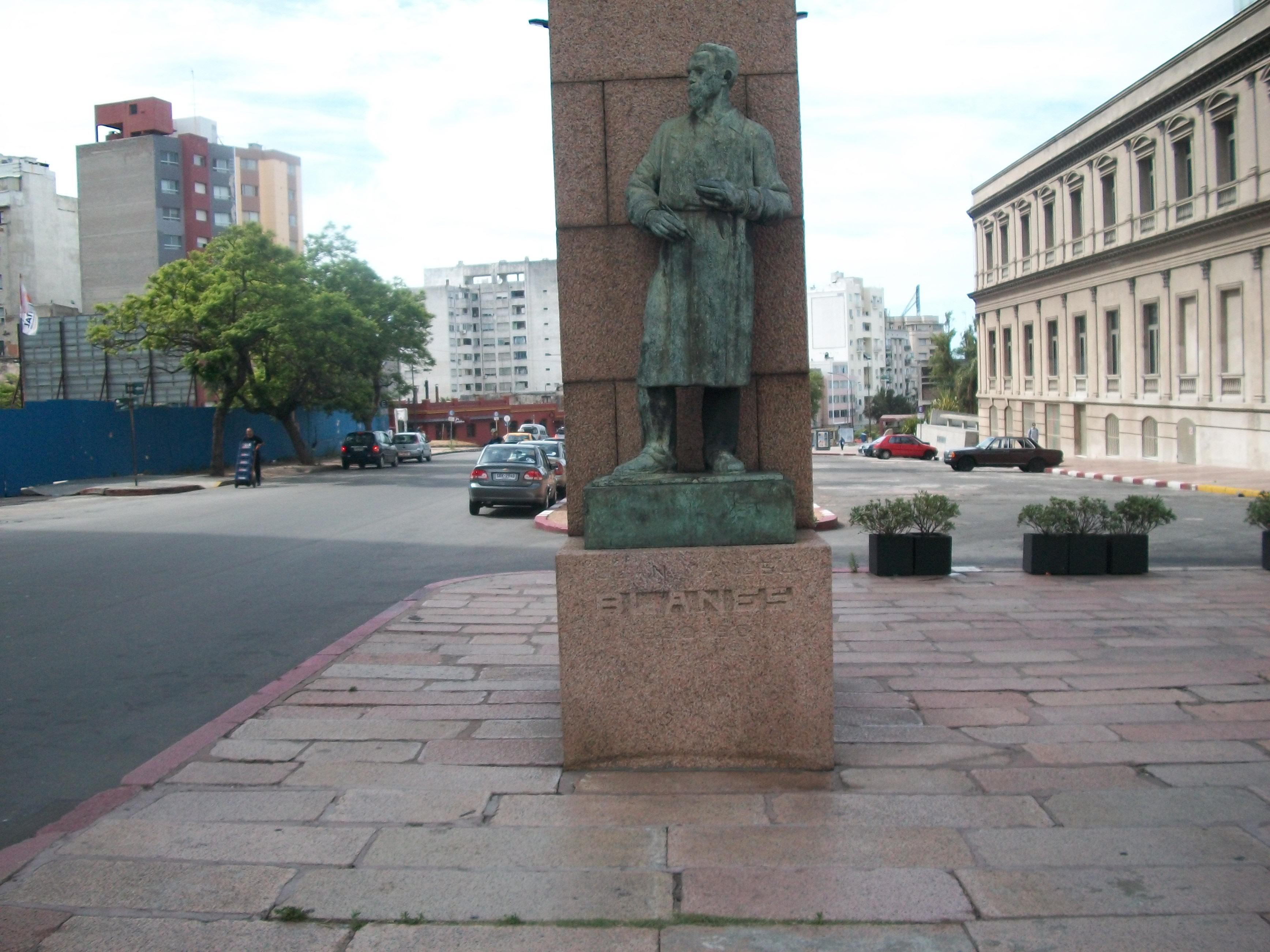
Blanes-Denkmal neben dem Teatro Solís.

Juan Manuel Blanes (* 8. Juni 1830 in Montevideo, Uruguay; † 15. April 1901 in Pisa, Italien) war ein uruguayischer Maler. Er war ein Vertreter des Realismus. Seine bevorzugten Motive waren mit den Mitteln der Historienmalerei dargestellte historische Ereignisse und das Leben der Gauchos.

## Leben
Seine Jugend war geprägt vom Bürgerkrieg in Uruguay. Während dieser Zeit war er als Druckergehilfe tätig. Als Künstler war er überwiegend Autodidakt. Blanes begann 1844 zu malen und übersiedelte 1855 nach Salto, wo Malen lehrte. 1857 zog er nach Buenos Aires, 1859 erhielt er ein Stipendium für einen Italienaufenthalt.
Blanes sah sich selbst als amerikanischen Maler. In seinen Werken legte er großen Wert auf historische Genauigkeit und Detailtreue. Neben seinen Historienbildern schuf er zahlreiche idealisierende und romantisierende Darstellungen des Gaucho-Lebens.
1898 zog Blanes nach Pisa in Italien, wo er drei Jahre später verstarb. Das 1930 gegründete Museum für Schöne Künste in Montevideo, das Museo Municipal de Bellas Artes „Juan Manuel Blanes“, trägt seinen Namen. Wenige Meter östlich des Teatro Solís befindet sich ein Denkmal zu Ehren des Malers.

## Werke (Auswahl)

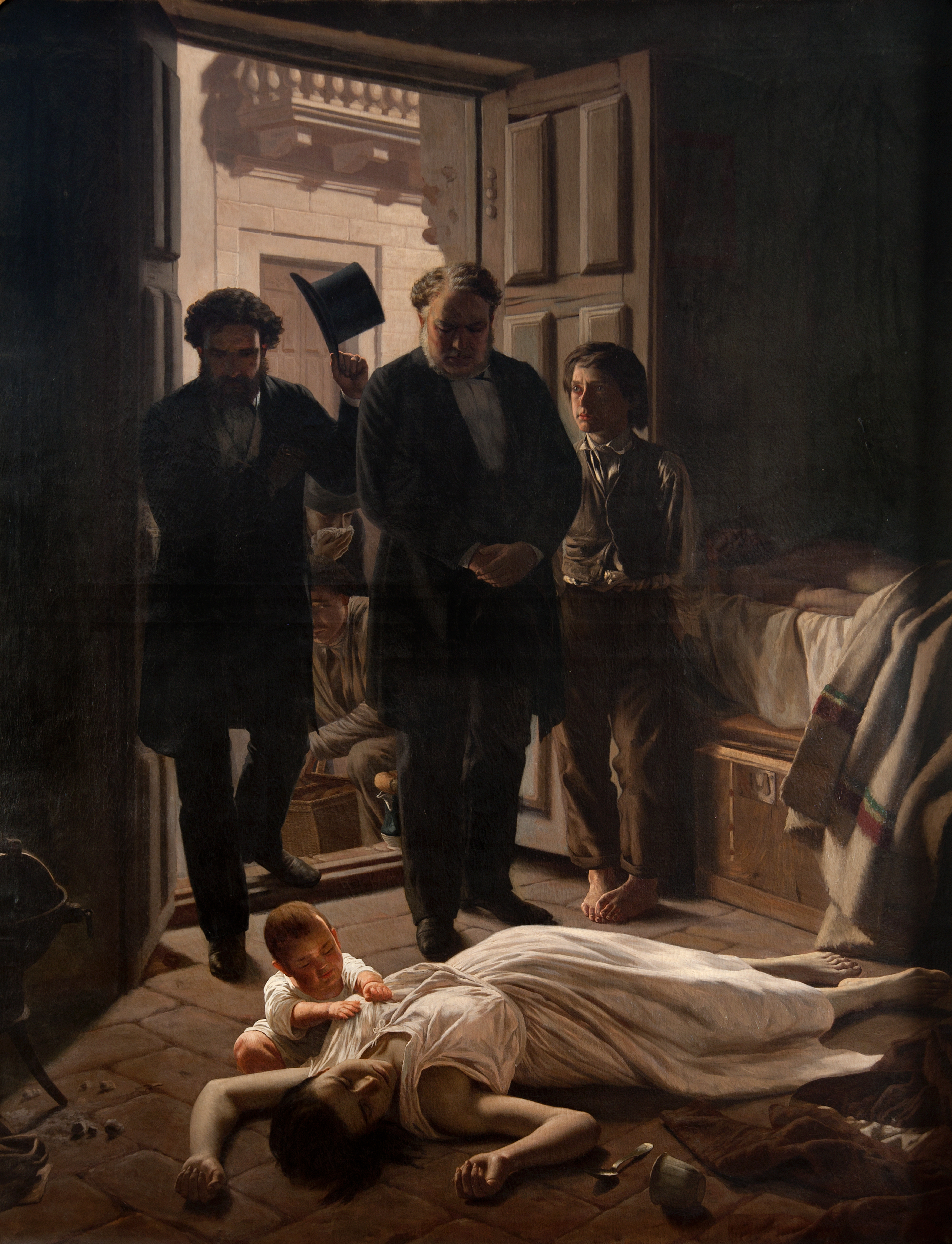
Un episodio de la Fiebre amarilla en Buenos Aires / Eine Episode des Gelbfiebers in Buenos Aires (1871)
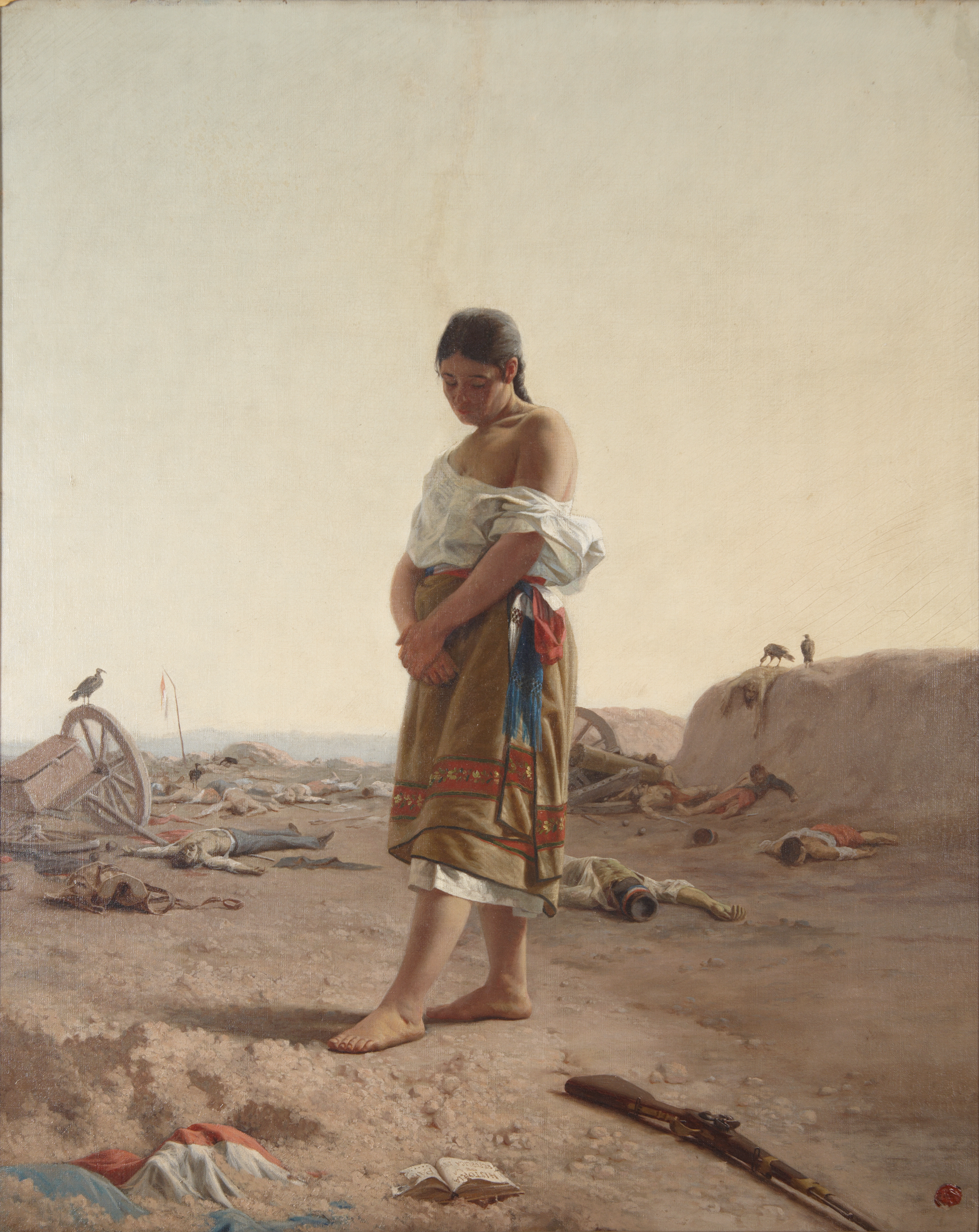
La Paraguaya / Die Paraguayerin (1879)
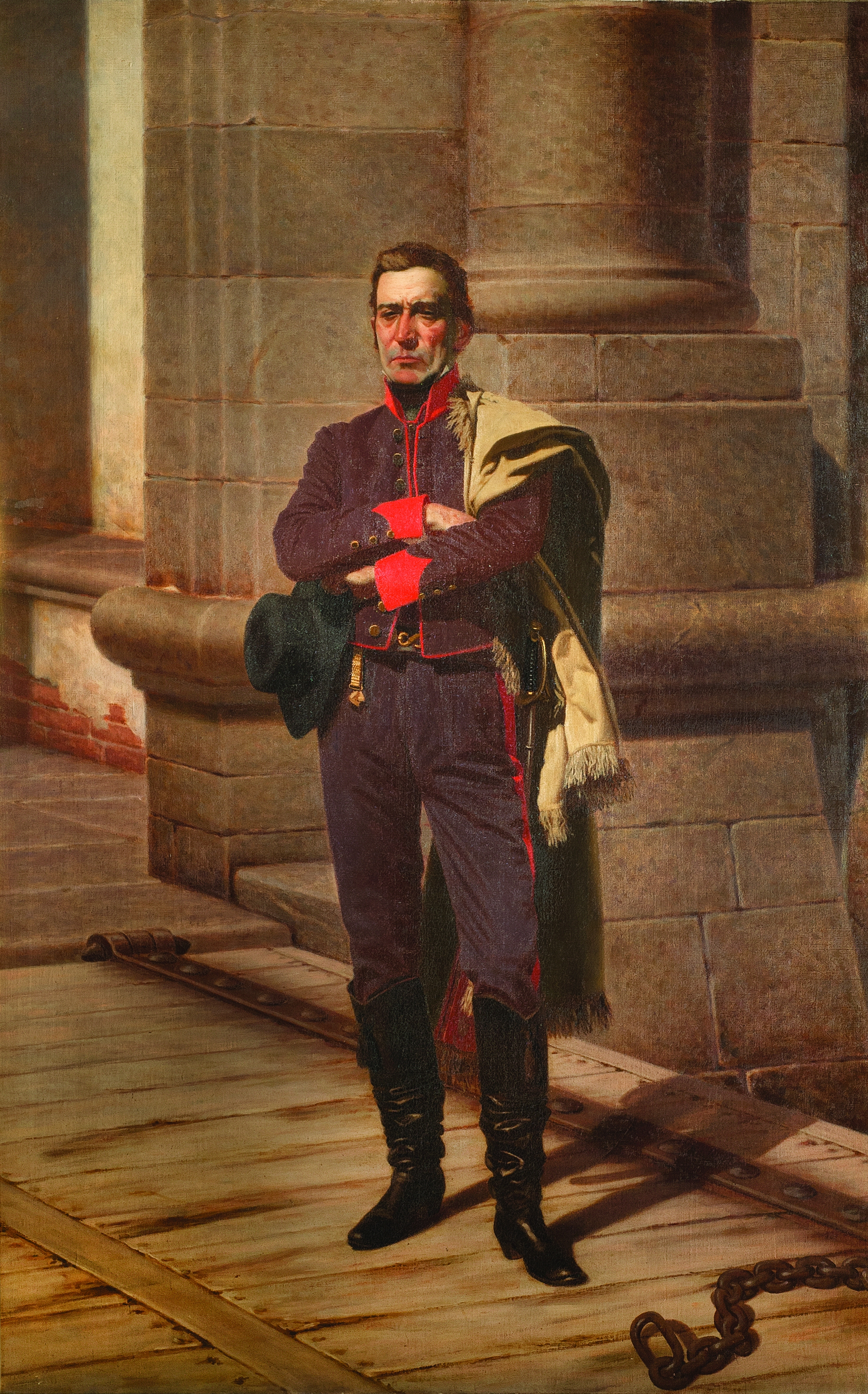
Artigas en la Ciudadela / Artigas in der Zitadelle (1884)